# Skeen
Skeen är en småort i Annerstads socken i Ljungby kommun. 
Skeen ligger vid riksväg 25 och vid Bolmens utlopp via Skeens kraftstation till Bolmån.

## Historia
Här fanns under 1800-talet en gästgiverigård och en posstation vid landsvägen Ljungby-Halmstad. Dess avstånd till Vrå i väster var 1,5 mil. I öster gick landsvägen före 1850-talet via Angelstad norr om Kösen till Ljungby dit det var 2 mil. Från 1850-talet gick vägen via Trollestorp och Kånna söder om Kösen. Skjutsar gick även till Hamneda (1,5 mil).
Småorten Skeen är den mest betydande i Annerstads socken. Skeen var viktig i trafiken mellan Växjö och Halmstad med sitt gästgiveri. Resande bjöds måltider och gården höll hästar för resande. 1868 öppnades postkontor i Skeen. Postkontoret anknöts först till gästgiveriet i stathuset. Diligenserna bytte hästar. Under 1880-talet flyttade poststationen till Nygård. Sommartid på 1880-talet befordrades posten mellan byarna Bolmen och Skeen av ångbåten ”Ebbe” som transporterade gods och resande.
Skeens kvarnhistoria är känd sedan 1381 då Upplands lagman Karl Ulfsson Sparre gav en kvarn till Skeen till Nydala kloster. Kvarnens goda vattentillgång oavsett torka eller frost gjorde att den hade stort omland. Från 1600-talet var kvarnarna tullkvarnar och bönderna malde med kvarntull. Kvarntull innebar att mjölnaren fick säd eller mjöl i ersättning för malningen. Under 1700-talet blev kvarnarna större men samtidigt färre. Vattenkvarnarna försvann när vattenflödet togs över av elproduktion i vattenkraftverk. Brogårds kvarn som var den sista revs 1951.
Skeens pappersbruk, anlagt 1681, var den första industrin i trakten. Det var verksamt i 170 år med vattenkraft som drivkraft. Linnelump var råvara i pappersproduktionen. Grundare var kyrkoherde Johannes Wallinus. Tredje generationens ägare till bruket Lars Lemchen tog över genom köp och giftermål och lät svågern Magnus Norlander arrendera halva bruket. Dessa skickliga mästare i papperstillverkning blev brukets höjdpunkt. Pappersbruket och Norregården låg på Munkholmen. 1805 brann båda byggnaderna ner men var snart uppbyggda igen. Brandrisken gjorde att huvudbyggnaden inte återuppfördes utan en flygelbyggnad som klarat sig undan lågorna utnyttjades istället. Redan 1819 brann pappersbruket åter upp. Det byggdes upp igen på en mindre holme. Bruket upphörde 1851 då linnelumpen inte gick att skaffa fram och cellulosa hade ersatt den.
Häradsskrivaren Olof de Werdier flyttade 1850 till Annerstad, där han förvärvade egendomen Skeen. Han idkade färgerirörelse. Olof de Werdier avled 1863 och då såldes Skeen till Handelsbolaget Holmgren Möller & Co. i Göteborg. 1872 återkom Skeeen i släktens ägo då Olof de Werdiers svärson Frithiof Sandberg inköpte det.
Miljön i Skeen förändrades 1954 då kraftverket, som utnyttjar en fallhöjd på 9,6 meter stod klart. Den gamla byn fick rivas och alla byggnader dränktes i kraftverksdammen. Den gamla kulturmiljön i Skeen gick förlorad.